# Santibáñez de Esgueva
Santibáñez de Esgueva est une commune d'Espagne dans la communauté autonome de Castille-et-León, province de Burgos. Elle s'étend sur 22,25 km2 et comptait environ 77 habitants en 2024.

## Toponyme
Le nom du lieu fait référence à « St. Iván  » ou « Iban  » ; l'ajout « Esgueva  » fait qui fait référence à la rivière voisine a été ajouté au XIXe siècle.

## Localisation et climat
La ville de Santibáñez de Esgueva se trouve dans la vallée du Río Esgueva à une altitude d'environ 920 m . La ville de Burgos se trouve à environ 65 km (en voiture) au nord ; la ville la plus proche est Aranda de Duero (à environ 28 km au sud). Le climat est rude en hiver, mais tempéré et chaud en été ; les pluies (environ 500 mm/an) tombent principalement pendant les mois d'hiver

## Démographie
| Année      | 1857 | 1900 | 1950 | 2000 | 2017 | 2024 |
| Population | --   | --   | 408  | 159  | 85   | 77.  |

La mécanisation de l'agriculture et l'abandon des petites exploitations ont entraîné une pénurie d'emplois et un déclin  de la population depuis les années 1950 (exode rural).

## Économie
Autrefois, Santibáñez de Esgueva était un village agricole autosuffisant situé dans la fertile vallée d'Esgueva. Désormais, les travaux des champs sont effectués par quelques agriculteurs. Certaines maisons sont louées en été comme maisons de vacances (casas rurales) .